# Jerônimo Monteiro (ort)
Jerônimo Monteiro är en ort i Brasilien.   Den ligger i kommunen Jerônimo Monteiro och delstaten Espírito Santo, i den sydöstra delen av landet, 900 km sydost om huvudstaden Brasília. Jerônimo Monteiro ligger 118 meter över havet och antalet invånare är 6 902.
Terrängen runt Jerônimo Monteiro är kuperad. Närmaste större samhälle är Alegre, 14,6 km väster om Jerônimo Monteiro.
Omgivningarna runt Jerônimo Monteiro är huvudsakligen savann. Runt Jerônimo Monteiro är det ganska tätbefolkat, med 60 invånare per kvadratkilometer.